# Мур, Патрик
Сэр А́льфред Па́трик Ко́лдуэлл-Мур (англ. Alfred Patrick Caldwell-Moore; 4 марта 1923, Лондон — 9 декабря 2012, Западный Суссекс) — английский астроном, автор многочисленной научно-популярной литературы и телеведущий, командор ордена Британской империи.

## Биография
С шестилетнего возраста Патрик Мур вместе со своей семьёй жил в английском графстве Сассекс. В детстве, между 7 и 12 годами, много болел, поэтому образование получил преимущественно не в школе, а на дому. В это время Мур разрабатывал для своей матери задание на тему «Рассказ о Солнечной системе», сделавшее астрономию его увлечением на всю жизнь.
Во время Второй мировой войны служил навигатором (наводчиком) в бомбардировочной авиации Великобритании. Чтобы попасть в авиацию, Муру пришлось подделать заключение медицинской комиссии и изменить свой возраст (на самом деле юноше на этот момент едва исполнилось 17 лет). После окончания войны Патрик при помощи собственноручно сконструированного зеркального телескопа начинает из своего сада наблюдения за Луной. Подробные описания замеченного, составленные им карты лунной поверхности и снимки сделали Мура экспертом в области лунной астрономии. Является также автором атласов Венеры, Нептуна, Солнечной системы и Вселенной.
В 1959 году, при анализе результатов полёта орбитальной станции СССР Луна-3 и расшифровке сделанных с борта станции фотографий, советские астрономы использовали составленные Муром карты лунной поверхности. Мур также участвовал в подготовке лунной миссии американской космической программы Аполлон с тем, чтобы выбрать наиболее удачное место для высадки астронавтов. В 1965—1968 годах Патрик Мур был директором планетария в ирландском городе Арма.
Патрик Мур — известный писатель и популяризатор науки. Он стал автором более чем 70 книг по астрономии. С апреля 1957 года он был ведущим ежемесячной программы на Би-би-си «Ночное небо». В связи с этим Мур оказался включённым в Книгу рекордов Гиннесса как наиболее длительное время работающий над программой телеведущий. Кроме научно-популярной литературы, Мур был автором ряда научно-фантастических романов, преимущественно для юношества, первый из которых (The Frozen Planet) был напечатан в 1954 году.
Другой страстью Мура, после астрономии, была музыка. Он играл на фортепиано и ксилофоне; рассказывают, что на одном из любительских концертов Мур игрой на фортепиано сопровождал скрипичную игру Альберта Эйнштейна.
В 2001 году королевой Великобритании Елизаветой II Патрик Мур был посвящён в рыцари. Мур — почётный член Лондонского королевского общества (2001), член Королевского астрономического общества.
На протяжении многих лет Патрик был другом Брайана Мэя, в соавторстве с ним и Крисом Линтоттом написали книги «Большой взрыв! Полная история Вселенной» и «Космический турист».
В 2010 году снялся в камео в серии «Одиннадцатый час» телесериала «Доктор Кто».
Патрик Мур скончался 9 декабря 2012 года в своём доме в Западном Суссексе, не дожив до 90-летия 3 месяца.

## Избранные сочинения
- The Amateur Astronomer (1970)
- The Atlas of the Universe
- Guinness book of Astronomy
- Atlas of the Universe
- Atlas of Venus
- Patrick Moore’s Yearbook of Astronomy (1963—81)
- Atlas of the Solar System (1983)
- Atlas of Neptune (1994)
- The Story of the Telescope (1997)
- Stargazing: Astronomy without a Telescope
- Exploring the Night Sky with Binoculars
- The Wondering Astronomer (2000)
- The Astronomy Encyclopedia (2002)